# M/S Spice Islander I
M/S Spice Islander I var en tanzanisk ro-ro-färja byggd 1967. Färjan kantrade och sjönk den 10 september 2011 i ett oväder utanför Zanzibar. Det är oklart hur många som omkom men enligt en ganska tidig räddningslista, 578 räddades.

## Katastrofen
Spice Islander I uppges ha avgått 9 september 2011 fredag kväll från huvudön Unguja, mot  den mindre ön Pemba. Enligt Svenska Dagbladet var färjan godkänd för 600 resenärer, men denna resa befann sig omkring 3 600 personer ombord. Enligt vittnesuppgifter vägrade människor borda båten då den var så kraftigt överlastad. Det sägs att de varnade kaptenen och myndighetsfolk i hamnen när färjan avgick om att den var kraftigt överlastad. Färjan avgick trots protesterna.
Väl ute på havet blåste hårda vindar och eftersom båten tagit ombord närmare 3 000 personer mer än tillåtet och hade för tung last så förlorade den antagligen sin flytkraft och kantrade mitt i natten 4 timmar efter avgång.[källa behövs]

### Antalet omkomna
Enligt regeringstjänsteman var olyckan den värsta katastrofen i Zanzibars historia.
På söndagen, två dagar efter olyckan, bekräftade myndigheter på Zanzibar att 197 personer avlidit till följd av olyckan och att 619 personer räddats. I mitten på oktober meddelade den lokala andre vice presidenten att man då var uppe i 3 586 passagerare varav 619 räddats, 203 bekräftats avlidna och 2 764 saknades. Senare revideras det till att 1573 personer omkom. Men senaste uppgift av myndighet som fastställdes, 1284 omkomna, det var 1967 personer som fanns ombord (trängdes ordentligt och i undre däck). 683 personer hade överlevt/räddats.[källa behövs]

### Efterspel
På söndagen utlystes tre dagars landsorg efter olyckan. Senare meddelade regeringen att de skulle betala för de avlidnas begravningar. Lokalinvånare menade att inte var någon olycka och anklagade myndigheterna som inte ingrep och hindrade båten från att ge sig av. De menade att oaktsamhet och korruption gjorde att hamnpersonalen inte gjorde sitt jobb.
Myndigheter på Zanzibar lovade att ge hårda straff till de som var ansvariga för olyckan. Den 17 september samma år anhölls fyra personer som ansvariga för olyckan; Said Abdallah Kinyanyite (kapten), Yusuf Suleiman Jussa (en av färjeägarna), Abdallah Mohamed Ali (förste styrman) och Silima Nyange Silima (anställd vid Zanzibar Ports Authority ansvarig för passagerarinspektion).